# Eutrichosiphum vandergooti
Eutrichosiphum vandergooti är en insektsart. Eutrichosiphum vandergooti ingår i släktet Eutrichosiphum och familjen långrörsbladlöss. Inga underarter finns listade i Catalogue of Life.